# Krzysztof Mączyński
Krzysztof Mączyński (* 23. Mai 1987 in Krakau) ist ein polnischer Fußballspieler. 2022 wechselte von der ersten zur zweiten Mannschaft von Śląsk Wrocław.

## Karriere

### Verein
Krzysztof Mączyński begann das Fußballspielen in der Jugendabteilung von Wisła Krakau. Am 2. Dezember 2007 debütierte er für Wisła Krakau in der Ekstraklasa. In der Saison 2007/08 kam er allerdings in nur zwei Spielen zum Einsatz und in den zwei darauffolgenden Saisons gar nicht mehr. Er spielte in dieser Zeit ausschließlich für die Nachwuchsmannschaft in der Młoda Ekstraklasa. In der Saison 2009/10 wurde er an den Zweitligisten Łódzki KS verliehen, wo er 13 Spiele in der 2. Liga absolvierte und ein Tor erzielte. Nach seiner Rückkehr zu Wisła Krakau, kam er in der Rückrunde der Saison 2009/10 zu sechs Erstligaspielen. Zur Saison 2010/11 wurde er erneut an den Łódzki KS verliehen und war hier absoluter Stammspieler. Ab 2011 spielte er dann drei Jahre lang für den Erstligisten und polnischen Rekordmeister Górnik Zabrze und reifte hier bis zum Nationalspieler. Ab 2014 steht Krzysztof Mączyński beim chinesischen Klub Guizhou Renhe unter Vertrag, wo er für drei Jahre unterschrieb. Am 23. Juni 2015 wurde sein Vertrag allerdings wieder aufgelöst.

### Nationalmannschaft
Am 15. November 2013 feierte er sein Debüt in der polnischen Nationalmannschaft beim 0:2 gegen die Slowakei. Am 14. Oktober 2014 erzielte er beim 2:2 gegen Schottland in der Qualifikation zur Europameisterschaft 2016 sein erstes Tor in der Nationalmannschaft. Insgesamt kam er in 8 der 10 Qualifikationsspiele zum Einsatz und wurde ins Aufgebot Polens aufgenommen. In den ersten Partien gegen Nordirland und gegen Deutschland stand er in der Startaufstellung, gegen die Ukraine, als es nur noch um die Gruppenplatzierung ging, wurde er nicht eingesetzt. Im Achtel- und im Viertelfinale gehörte er dann aber wieder zur ersten Elf. Das Viertelfinale verlor das Team im Elfmeterschießen gegen Portugal.

## Erfolge
- 2× Polnischer Meister: 2007/08, 2017/18
- 1× Polnischer Pokalsieger: 2017/18
- 1× Chinesischer Supercupsieger: 2014